# The Elder Scrolls VI
The Elder Scrolls VI je chystaná RPG hra vyvíjená Bethesda Game Studios a vydávaná Bethesda Softworks. Jedná se o šestý díl herní série The Elder Scrolls, následující po The Elder Scrolls V: Skyrim z roku 2011.
Podle oficiálních vyjádření vývojářů je zatím jisté, že hra vyjde na platformách Windows a Xbox. Nové zmínky ale naznačují, že by mohla být dostupná i na novějších konzolích PlayStation.

## Vývoj
První oficiální oznámení hry proběhlo na konferenci E3 v roce 2018, kdy byl zveřejněn krátký teaser. Todd Howard popsal svůj záměr s The Elder Scrolls VI jako touhu vytvořit „ultimátní simulátor fantasy světa“. Podle zdrojů z roku 2024 je hra stále v rané fázi vývoje, ačkoli někteří vývojáři již hrají její interní verze. Hlavní pozornost vývojového týmu byla doposud zaměřena na dokončení Starfieldu, což znamená, že práce na The Elder Scrolls VI se výrazně rozběhly až po jeho vydání. Vývojáři naznačili, že podrobnější informace o hře budou dostupné v roce 2025. Tento odhad vychází z prohlášení vývojářů, podle kterého bude více detailů zveřejněno až po důkladném testování a interním hraní raných verzí hry. Podle aktuálních[kdy?] informací se hra nachází ve fázi pre-produkce a vývojáři se zaměřují na navrhování herních mechanik a příběhu. Dle informací z 27. června 2023 hra nevyjde dříve než za 5 let.